# Germaniumdiode

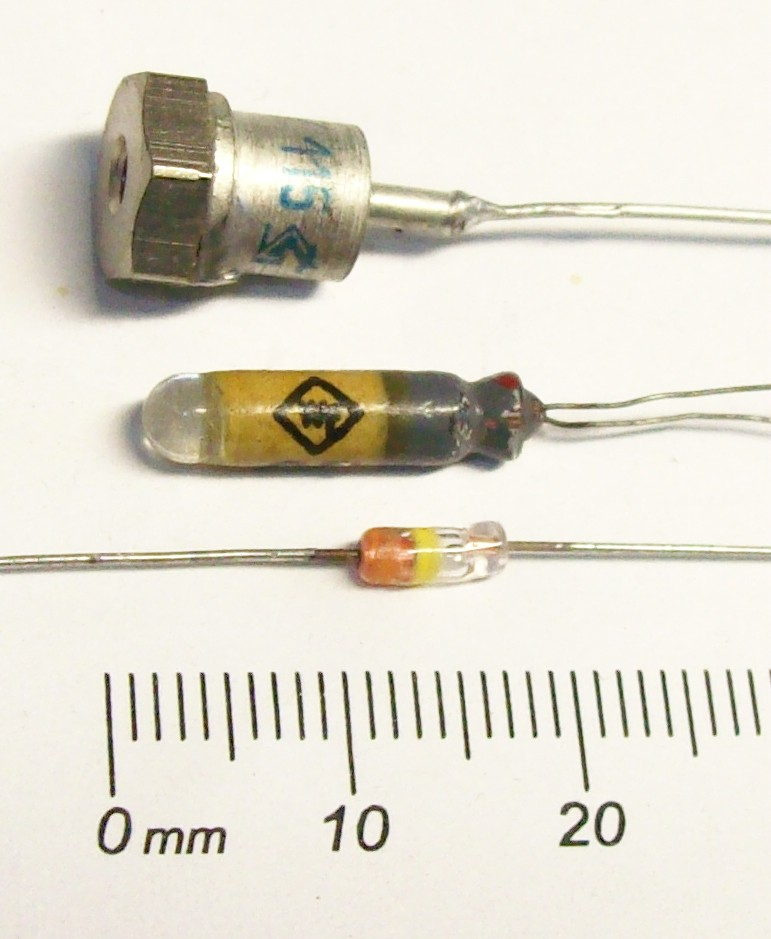
Germaniumdioden
oben: Gleichrichterdiode GY115
Mitte: Germanium-Fotodiode GP122
unten: Germanium-Spitzendiode

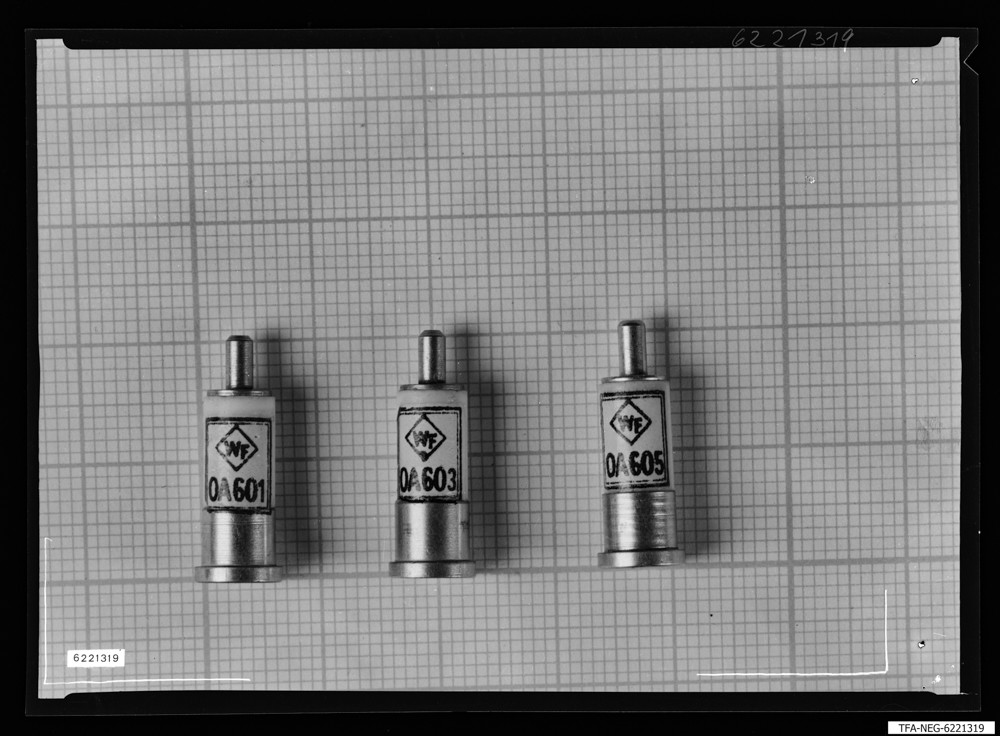
Germaniumspitzendioden für Höchstfrequenzanwendungen bis 3,5 GHz (Werk für Fernsehelektronik, 1962)

Eine Germaniumdiode ist eine Diode auf der Basis einkristallinen Germaniums. Dieses Halbleitermaterial wird so dotiert, dass ein p-n-Übergang entsteht. Es wurden Flächendioden, Spitzendioden und Fotodioden gefertigt.
Germaniumdioden haben einen wesentlich weicheren und früher (bei 0,2 V) einsetzenden Kennlinienknick als Siliziumdioden (bei 0,55 V). Wegen dieser Eigenschaft und in der Ausführung als Spitzendiode eignen sie sich zur Gleichrichtung auch sehr hoher Frequenzen, u. a. in Detektor-Empfängern, aber auch zur Demodulation in Radargeräten und UKW-Empfängern. Da moderne Schottky-Dioden aus Silizium auch alle diese Eigenschaften besitzen und teilweise übertreffen, gibt es keinen Grund mehr, die wärmeempfindlichen Ge-Dioden zu verwenden.
Bevor sich Siliziumdioden und -transistoren durchsetzten, war Germanium zur Herstellung von Halbleiterbauteilen gebräuchlich, da die Verarbeitung des selteneren Germaniums zunächst besser beherrscht wurde als die von Silizium.
Germanium-Halbleiter vertragen gegenüber Silizium nur geringe Temperaturen (ca. 90 °C gegenüber ca. 150…175 °C) und haben höhere Sperrströme und Temperaturdriften.
Heute sind Germaniumdioden in Form von Spitzendioden manchmal noch dort gefragt, wo es auf eine geringe Durchlassspannung ankommt und nur sehr kleine Ströme unter 1 mA fließen. Germanium-Spitzendioden können Frequenzen bis mindestens 10 GHz gleichrichten.
Germanium-Fotodioden können zum Nachweis von Infrarotstrahlung bis etwa 1,8 µm Wellenlänge eingesetzt werden.
Für Anwendungsbereiche, wo eine kleine Durchlassspannung gefordert ist, kommen vermehrt auf Silizium basierende Schottky-Dioden zum Einsatz, welche ähnlich kleine Durchlassspannungen wie Germaniumdioden aufweisen, jedoch höhere Temperaturen vertragen.